# Guido Castelnuovo
Guido Castelnuovo (Venecia, 14 de agosto de 1865-Roma 27 de abril de 1952) fue un matemático italiano conocido por sus contribuciones en el campo de la geometría algebraica, aunque también son importantes sus contribuciones al estudio de la estadística y probabilidad.

## Vida
Castelnuovo nació en Venecia hijo de Enrico Castelnuovo, novelista y activista de la unificación de Italia. Después de asistir a una escuela de gramática en Venecia, fue a la Universidad de Padua donde se graduó en matemáticas en 1886 y logró fama menor al ganar una competencia de baile.

### Carrera
Castelnuovo pasó un año en Roma estudiando geometría avanzada y en 1891 trabajo en la Cátedra de Geometría analítica proyectiva. Aquí fue colega de Luigi Cremona, su antiguo maestro y asumió su trabajo cuando este último murió en 1903. 
También fundó en la Universidad de La Sapienza la escuela de Estadística y Ciencias Actuariales (1927) e influyó en una generación más joven de matemáticos y estadísticos italianos.

### Jubilación y la II Guerra Mundial
Castelnuovo se retiró de la docencia en 1935 debido a presiones de Benito Mussolini y su política antisemita. Con el ascenso del nazismo, se vio obligado a esconderse. Sin embargo, durante la Segunda Guerra Mundial, él organizó e impartió cursos secretos para estudiantes judíos.

### Últimos años y muerte
Tras la liberación de Roma, Castelnuovo le dieron la tarea de reparar el daño hecho a las instituciones científicas italianas por los veinte años del régimen de Mussolini. Fue nombrado presidente de la Accademia dei Lincei hasta su muerte y fue elegido a miembro de la Académie des Sciences en París el 5 de diciembre de 1949.
Castelnuovo murió a la edad de 86 años el 27 de abril de 1952 en Roma.

## Trabajo
La obra más importante de Castelnuovo se realizó en el campo de la geometría algebraica donde publicó tres trabajos, incluyendo el clásico teorema de Kronecker-Castelnuovo en la teoría de superficies: 

Si las secciones de una superficie algebraica se aíslan a puntos singulares, con un espacio tangente y resultan ser curvas o es una superficie reglada o una superficie Veronese.

Castelnuovo también creó su propia teoría sobre cómo se debían enseñar las matemáticas. Sus cursos se dividían en dos: primero una visión general de las matemáticas y luego una teoría detallada de curvas algebraicas. Él dijo sobre este enfoque:

...  la razón de la división es que por un lado es necesario tener cultura general, por otro lado es necesario tener conocimientos profundos de un campo.